# Pukkisaari (ö i Mellersta Finland, Jyväskylä, lat 62,34, long 26,31)
Pukkisaari är en ö i Finland. Den ligger i sjön Kynsivesi och Leivonvesi och i kommunen Hankasalmi i den ekonomiska regionen  Jyväskylä ekonomiska region  och landskapet Mellersta Finland, i den centrala delen av landet, 250 km norr om huvudstaden Helsingfors. Öns area är 4,3 hektar och dess största längd är 430 meter i nord-sydlig riktning.